# Richard Trevithick
Richard Trevithick (n. 13 aprilie 1771, Tregajorran⁠(d), Cornwall⁠(d), Anglia, Regatul Marii Britanii – d. 22 aprilie 1833, Dartford, Anglia, Regatul Unit al Marii Britanii și Irlandei) a fost un inginer și inventator englez. El a construit prima locomotivă cu abur funcțională.

Locomotiva construită de Trevithivk în 1804. Aceasta a remorcat, la 22 februarie 1804, un tonaj de 15 tone-forță, pe traseul Penydarren - Abercynon (15 km) cu viteză maximă de 8 km/h.

## Vezi și
- Locomotivă cu abur
- Istoria locomotivei